# Mas-Grenier
Mas-Grenier é uma comuna francesa na região administrativa de Occitânia, no departamento de Tarn-et-Garonne. Estende-se por uma área de 24,66 km². Em 2010 a comuna tinha 1 350 habitantes (densidade: 54,7 hab./km²).